# Omid Tahvili

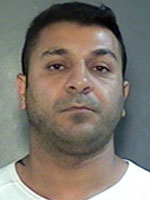

Omid Tahvili (31 de Outubro de 1970 - ) é um criminoso iraniano integrante de uma família criminosa persa com base no Canadá. Tal família possui conexões com vários outros grupos criminoso no mundo inteiro.